# HD 56813
HD 56813，又名CD-46 3023，SAO 218589、HR 2771，是一颗恒星，视星等为5.66，位于銀經257.99，銀緯-15.45，其B1900.0坐标为赤經7h 13m 22.3s，赤緯-46° -15.45′ 49″。